# Сант'Ана Боски (Торино)
Сант'Ана Боски је насеље у Италији у округу Торино, региону Пијемонт.
Према процени из 2011. у насељу је живело 95 становника. Насеље се налази на надморској висини од 542 м.